# Моріяма Ясуюкі
Моріяма Ясуюкі (яп. 森山 泰行, нар. 5 травня 1969, Ґіфу —) — японський футболіст, що грав на позиції нападника.

## Клубна кар'єра
Грав за команду Нагоя Грампус, Бельмаре Хірацука, Горіца, Санфрече Хіросіма, Кавасакі Фронтале, Консадолє Саппоро, Ґіфу.

## Виступи за збірну
Дебютував 1997 року в офіційних матчах у складі національної збірної Японії. У формі головної команди країни зіграв 1 матч.

## Статистика
Статистика виступів у національній збірній.
| Збірна Японії | Збірна Японії | Збірна Японії |
| Роки          | Ігри          | голи          |
| ------------- | ------------- | ------------- |
| 1997          | 1             | 0             |
| Усього        | 1             | 0             |

## Титули і досягнення
- Володар Кубка Імператора (1):

«Наґоя Ґрампус»: 1995
- Володар Суперкубка Японії (1):

«Наґоя Ґрампус»: 1996